# Rozruch

Przebieg momentu obrotowego podczas rozruchu silnika pierścieniowego z różnymi wartościami rezystancji w obwodzie wirnika

Rozruch – okres pomiędzy załączeniem zasilania od nieruchomego silnika elektrycznego do osiągnięcia wartości nominalnej stanu pracy, np. prędkości obrotowej.

## Znaczenie praktyczne
Stan rozruchu charakteryzuje się podwyższonymi wartościami prądu zasilania – w zależności od typu silnika nawet do kilkudziesięciu razy w stosunku do pracy znamionowej. Przedłużenie czasu rozruchu i trwania podwyższonych prądów jest niebezpieczne dla urządzenia i może prowadzić do jego awarii.
W zależności od rozwiązania konstrukcyjnego stosuje się często różne metody rozruchu silników, które mają na celu ograniczenie wartości lub czasu działania prądu rozruchu. Stosuje się na przykład obniżanie napięcia zasilania (rozruch przy użyciu autotransformatora), zmianę konfiguracji uzwojeń (przełącznik gwiazda-trójkąt) itp.
W silnikach pierścieniowych załączenie dodatkowej rezystancji w obwód wirnika powoduje znaczne zwiększenie początkowego momentu obrotowego kosztem większego poślizgu i strat mocy.
W silnikach synchronicznych wirnik musi najpierw zostać rozpędzony do prędkości bliskiej synchronicznej (np. przy użyciu silnika asynchronicznego), po czym może zostać włączone zasilanie silnika synchronicznego, który normalnie posiada praktycznie zerowy moment startowy.
Początkowe chwile stanu rozruchu (bezpośrednio po włączeniu zasilania) są często równoznaczne z pracą w stanie zwarcia. Dlatego też czasem stosuje się specjalne konstrukcje silników ze zwiększoną szczeliną powietrzną, które są niewrażliwe na stany zwarcia.